# Chuginadak Island
Chuginadak Island (aleutisch: Tanax̂ Angunax̂) ist die zweitgrößte Insel der Islands of Four Mountains, einem Teil des alëutischen Archipels. Chuginadak ist ein alëutischer Name, der vom Kapitän Tebenkov 1852 in einer Karte erwähnt wurde. Nach R. H. Geoghegan bedeutet der alëutische Wortstamm „chugi“ so viel wie „zu braten“ oder „zu rösten“. Die westliche Hälfte der Insel wird in Aleut Chuginadax genannt. 
Die Insel ist ungefähr 23 km lang. Der aktive Schichtvulkan Mount Cleveland bildet die gesamte westliche Hälfte der Landmasse. Ein schmaler Streifen des Landes trennt den Vulkan von der schroffen und niedereren östlichen Seite der Insel. Der einzige größere geographische Platz ist die 4 km lange Applegate-Bucht (alëutisch: Chuguuĝix̂) an der Nordküste. Die Bucht wurde nach Samuel Applegate vom U.S. Coast and Geodetic Survey benannt, der den Schoner Nellie Juan während einer Erkundung dieses Bereichs in den 1880ern befehligte.
Auf der Insel Chuginadak befindet sich neben dem Mount Cleveland noch
der Schichtvulkan Mount Tana.